# Luigi Zamboni
Luigi Zamboni (1767 - 28 février 1837) est un chanteur d'opéra (baryton-basse) italien.
Il est né à Bologne, où il a commencé sa carrière de chanteur en 1791, dans une production d'Il fanatico burlato de Cimarosa. Des engagements ont suivi à Naples, Parme, Venise et Rome, où il a chanté dans des opéras de Valentino Fioravanti, Paisiello et  autres compositeurs. 
Le rôle de Figaro dans Le Barbier de Séville a été écrit pour lui par Gioachino Rossini, qui était aussi un ami de la famille. Zamboni a créé le rôle à Rome le 20 février 1816.
Il s'est retiré de la scène en 1825. Il mourut à Florence.

## Source
- (en) Cet article est partiellement ou en totalité issu de l’article de Wikipédia en anglais intitulé « Luigi Zamboni » (voir la liste des auteurs).
- Elizabeth Forbes (1992), Luigi Zamboni dans The New Grove Dictionary of Opera, ed. Stanley Sadie (London)  (ISBN 0-333-73432-7)